# Flaviano Amatulli Valente
Flaviano Amatulli Valente (Conversano, Italia, 23 de mayo de 1938 - Ciudad de México, México, 1 de junio de 2018) fue un sacerdote católico, misionero, apologista y escritor católico italiano nacionalizado mexicano, quien desarrolló su labor misionera desde los años 1960 en Latinoamérica y especialmente en México, su país de residencia hasta su muerte en 2018; además, fue fundador de la asociación religiosa Misioneros Apóstoles de la Palabra.

## Obra
Estudió Teología dogmática y Comunicación social en un seminario de los misioneros combonianos. Se ordenó sacerdote en Milán el 26 de junio de 1965. 
Debido a su inquietud misionera llegó a México el 9 de enero de 1968 y durante siete años dirigió la revista Esquila Misional. Sirvió como misionero en Oaxaca en las comunidades chinantecas. En julio de 1978 fundó el movimiento católico Misioneros Apóstoles de la Palabra. En 1986 fue designado por la Conferencia del Episcopado de México para dirigir el departamento de la fe frente al crecimiento de las sectas protestantes en este país.

## Publicaciones
Amatulli escribió alrededor de 70 obras entre libros y folletos principalmente dirigidos a la apologética católica y evitar el crecimiento protestante y evangélico, aunque también escribió sobre antropología, religiosidad popular y estudios bíblicos.

## Fallecimiento
Flaviano Amatulli incardinado a la diócesis de San Andrés Tuxtla en Veracruz, recibió la extrema unción de manos del obispo de esta diócesis Fidencio López el 27 de mayo de 2018 tras ser declarado en estado de agonía debido al cáncer de huesos que padecía y que le fue diseminando a otras partes del cuerpo falleciendo de cáncer de próstata el día 1 de junio de 2018 a las ocho de la noche.
Sus restos mortales descansan en la Catedral de San José y San Andrés de San Andrés Tuxtla debajo del nicho dedicado a Nuestra Señora de Guadalupe, Junto a los Presbíteros James Aguilar Cruz y Monseñor Bonifacio Rivas Sosa.